# سعد بن الربيع
سعد بن الربيع (المتوفي سنة 3 هـ) صحابي من بني كعب بن الخزرج بن الحارث بن الخزرج. شهد بيعة العقبة الثانية، وكان أحد نقباء الأنصار يومها. وشهد مع النبي محمد ﷺ غزوتي بدر وأحد، وقُتل يوم أحد.

## سيرته
شهد سعد بن الربيع بيعة العقبة الثانية، وكان أحد نقباء الأنصار يومئذ. ولما هاجر النبي محمد، آخى بينه وبين عبد الرحمن بن عوف، فعزم سعد بن الربيع على أن يعطي عبد الرحمن نصف ماله، ويطلق إحدى زوجتيه، ليتزوج بها، فامتنع عبد الرحمن من ذلك، ودعا له، وقال عبد الرحمن دُلّني على السوق. شهد سعد مع النبي محمد ﷺ غزوتي بدر وأحد.
افتقده النبي محمد ﷺ بعد غزوة أحد، فقال: «من رجل ينظر لي ما فعل سعد بن الربيع؟»، فقال أبي بن كعب أو زيد بن ثابت: «أنا». فخرج يطوف في القتلى، حتى وجد سعد جريحًا في آخر رمق، فقال: «يا سعد، إن رسول الله ﷺ أمرني أن أنظر في الأحياء أنت أم في الأموات؟»، قال سعد: «فإني في الأموات، فأبلغ رسول الله ﷺ السلام، وقل: «إن سعدًا يقول: «جزاك الله عني خير ما جزى نبيًا عن أمته، وأخبره أنني قد طعنت اثنتي عشرة طعنة، وقد أنفذت مقاتلي»»، وأبلغ قومك مني السلام، وقل لهم: «إن سعدًا يقول لكم: «إنه لا عذر لكم عند الله إن خلص إلى نبيكم ومنكم عين تطرف»»». فرجع إلى النبي محمد ﷺ فأخبره، فقال: «رحمه الله، نصح لله ولرسوله حيًّا وميتًا»، ودُفن هو وخارجة بن زيد بن أبي زهير في قبر واحد.
كان لسعد من الولد أم سعد وابنة أخرى أمها عمرة بنت حزم أخت عمارة بن حزم. روى جابر بن عبد الله أن امرأة سعد بن الربيع جاءت للنبي محمد ﷺ بابنتيها من سعد، فقالت: «يا رسول الله، هاتان بنتا سعد، قتل أبوهما معك يوم أحد شهيدًا، وإن عمهما أخذ مالهما، فلم يدع لهما مالاً، ولا تُنكحان إلا ولهما مال»، قال النبي محمد ﷺ: «يقضي الله في ذلك». فأنزلت آية ﴿وَيَسْتَفْتُونَكَ فِي النِّسَاءِ قُلِ اللَّهُ يُفْتِيكُمْ فِيهِنَّ وَمَا يُتْلَى عَلَيْكُمْ فِي الْكِتَابِ فِي يَتَامَى النِّسَاءِ اللَّاتِي لَا تُؤْتُونَهُنَّ مَا كُتِبَ لَهُنَّ وَتَرْغَبُونَ أَنْ تَنْكِحُوهُنَّ وَالْمُسْتَضْعَفِينَ مِنَ الْوِلْدَانِ وَأَنْ تَقُومُوا لِلْيَتَامَى بِالْقِسْطِ وَمَا تَفْعَلُوا مِنْ خَيْرٍ فَإِنَّ اللَّهَ كَانَ بِهِ عَلِيمًا ۝١٢٧﴾ [النساء:127]، فبعث إلى عمهما فقال: «أعط بنتي سعد الثلثين، وأعط أمهما الثمن، وما بقي فهو لك».